# Yellow Fever (Hot Tuna)
Yellow Fever è il sesto album degli Hot Tuna ed è stato registrato nel 1975.

## Tracce

### Lato A
1. Baby What You Want Me to Do (Reed) — 6:42
2. Hot Jelly Roll Blues (Carter) — 4:21
3. Free Rein (Kaukonen / Ziegler) — 4:14
4. Sunrise Dance with dha Devil (Kaukonen) — 4:28

### Lato B
1. Song for dha Fire mayden (Kaukonen / Douglass) — 4:16
2. Bar Room Crystal Ball (Kaukonen) — 6:52
3. Half/Time Saturation (Kaukonen / Casady / Steeler) — 4:45
4. Surphase Tension (Kaukonen) — 3:58

## Formazione

### Gruppo
- Jorma Kaukonen - chitarra /voce
- Jack Casady - basso elettrico
- Bob Stieler - batteria

### Altri musicisti
- Nick Buchk - sintetizzatore in Bar Room Crystal Ball
- John Sheerman – seconda chitarra in Babe What You Want Me to Do